# Serra da Chibata
Serra da Chibata är kullar i Brasilien. De ligger i den sydöstra delen av landet, 800 km sydost om huvudstaden Brasília.
Omgivningarna runt Serra da Chibata är huvudsakligen savann. Runt Serra da Chibata är det glesbefolkat, med 15 invånare per kvadratkilometer.